# St. Laurentius (Michelbach)

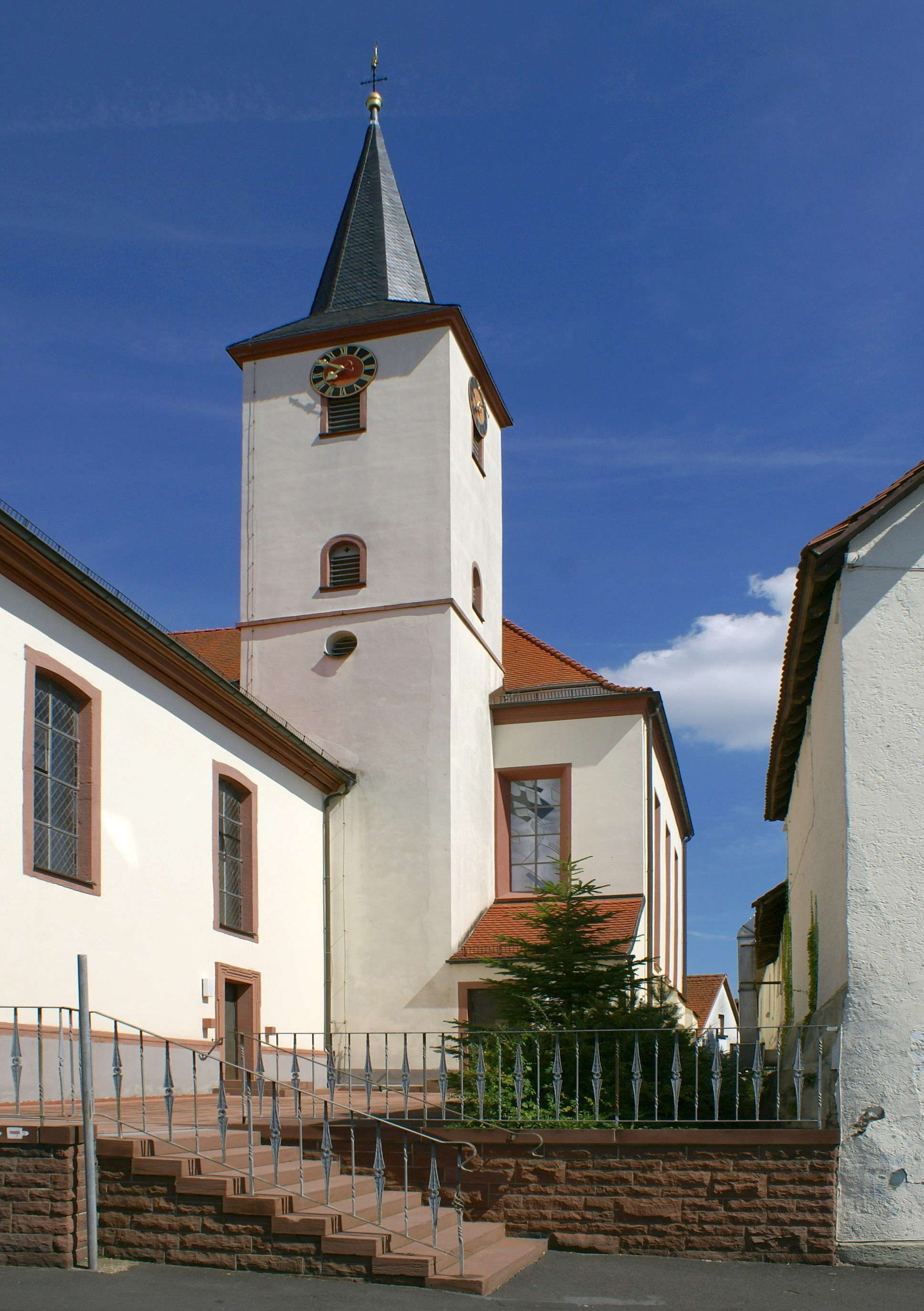
Pfarrkirche St. Laurentius in Michelbach, Ansicht von der Laurentiusstraße

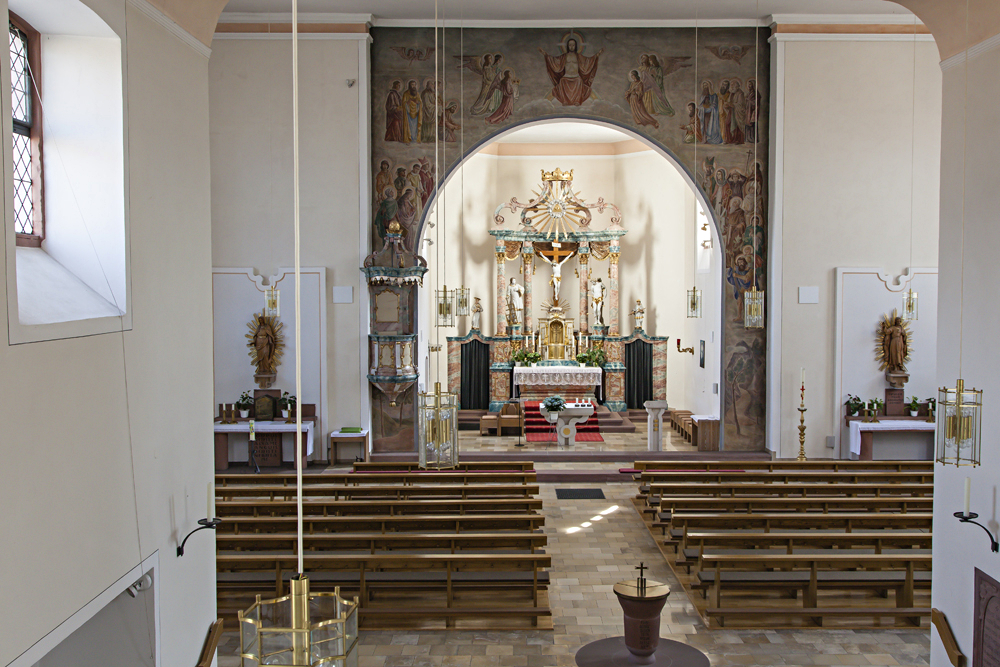
Innenansicht mit Taufbecken und Altarraum

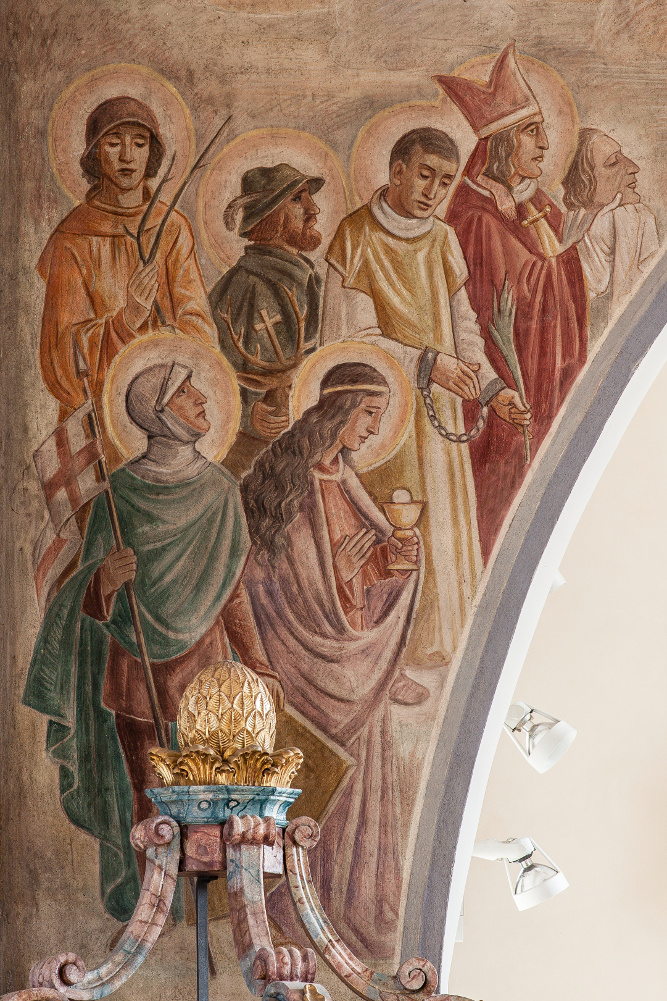
Freskoausschnitt Nothelfer

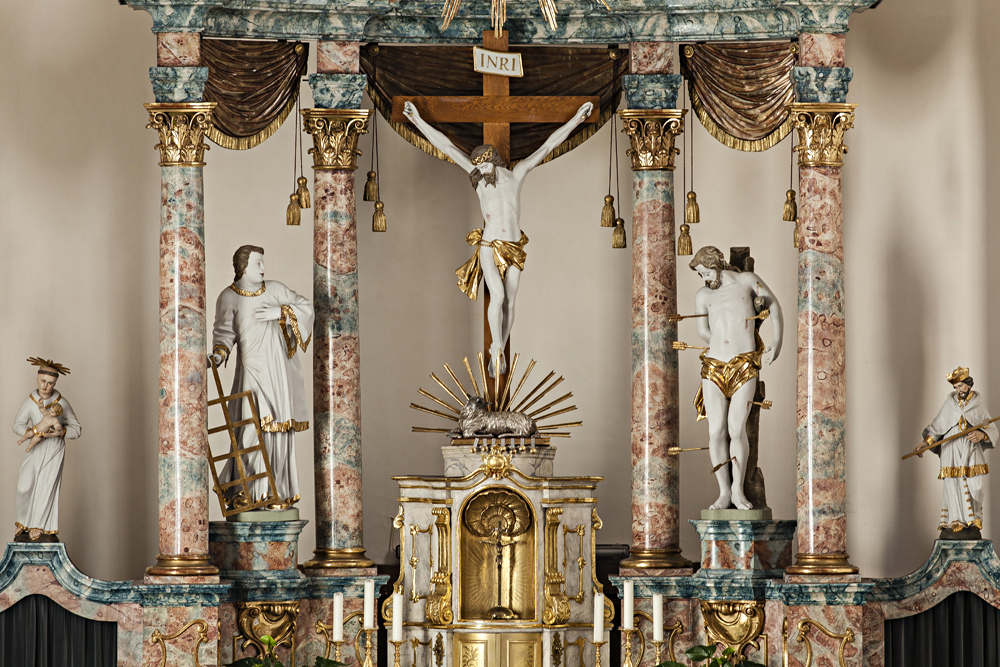
Hochaltar

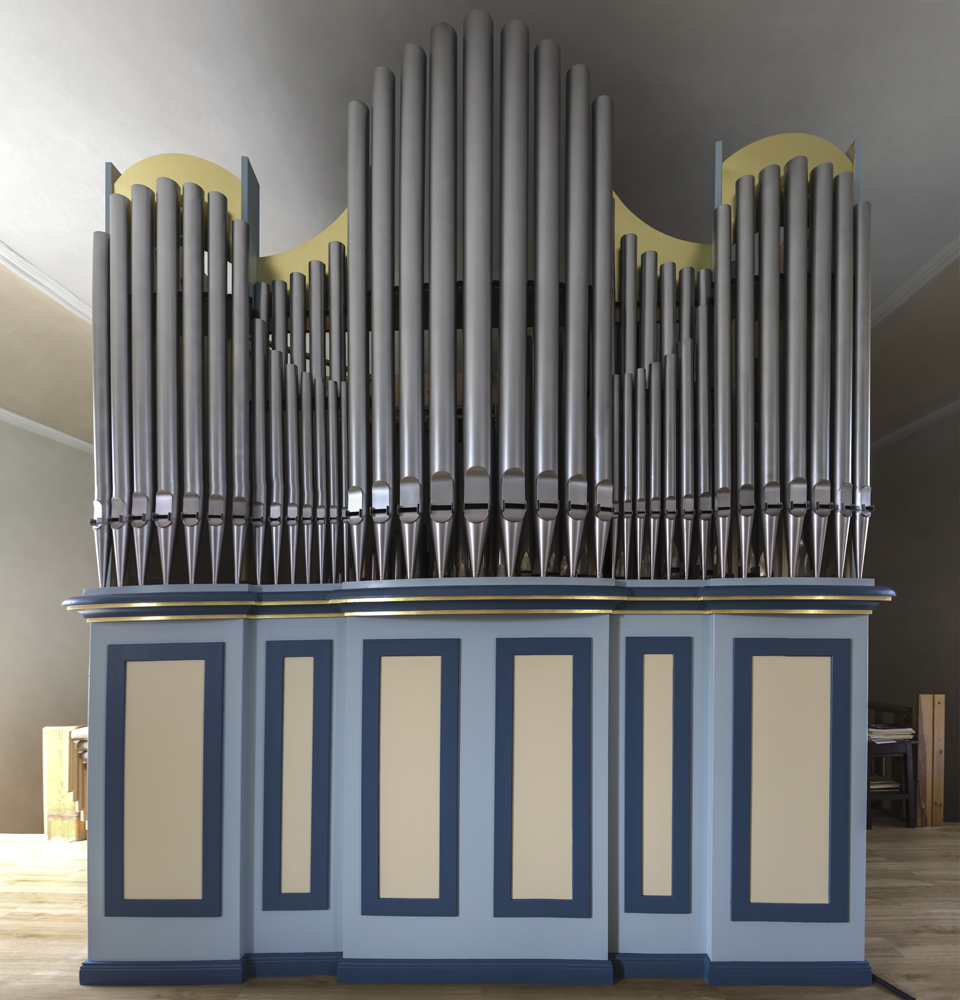
Hey-Orgel

Die Kirche St. Gallus, St. Laurentius und St. Sebastian (im Sprachgebrauch nur St. Laurentius) ist eine katholische Kirche im Alzenauer Stadtteil Michelbach.

## Geschichte
„Das heutige Langhaus wurde bereits 1776/1777 an einer Stelle, wo vorher schon seit dem Mittelalter eine Kapelle stand, erbaut.“ Es wurde zu Beginn der 1930er Jahre für die wachsende und eigenständige Pfarrei Michelbach um ein Querschiff und den Altarraum (Chor) zur heutigen Kirche erweitert.
Ihre Weihe fand 1932 durch den Würzburger Bischof Matthias Ehrenfried statt. Mehrere Renovierungen waren nötig, zuletzt außen 2001/2002. Die letzte, sehr aufwändige Innenrestaurierung, bei der auch die beiden Kommunionbänke entfernt wurden, fand in den Jahren 2006 und 2007 statt. Im Jahr 2016 erhielt die Kirche eine neue Orgel, die von der Orgelbaufirma Martin Karle aus Zellingen aus drei unterschiedlichen Quellen gebaut wurde. Von der bisherigen Orgel, die von Michael Weise aus Plattling im Jahre 1948 fertiggestellt wurde, wurden einige funktionstüchtige Teile, z. B. das Gesims, wieder verwendet. Hinzu kamen viele komplett neue Teile, unter anderem der Spieltisch mit seinen zwei Manualen. Das Herzstück der neuen Orgel stammt aus Sailauf. Eingebaut wurden unter anderem die Pfeifen der Hey-Orgel, die 1974 erstmals in der dortigen Auferstehungskirche ihren Dienst taten. Die neue Orgel, welche daher anfänglich „Hey-Orgel“ genannt wurde, wurde am Samstag vor Pfingsten 2016 eingeweiht und ist inzwischen in „Karle-Orgel“ umbenannt worden.

## Architektur und Ausstattung
Die Kirche mit dem innen 18,35 m × 8,65 m großen Langhaus, Turm (mit Echterdach), Querschiff und Altarraum erstreckt sich nicht exakt nach Osten, wie es bei katholischen Kirchen üblich ist, sondern ist etwas nach Norden versetzt (Ost-Nordost). Abgesehen vom separaten Zugang zur Sakristei besitzt sie vier Eingänge, und zwar im Norden in das Querschiff, im Westen (Haupteingang) in das Langhaus und im Süden in das Langhaus sowie in einen Vorraum des Querschiffs, der auch als Beichtzimmer oder während eines Gottesdienstes zur Betreuung von Kleinkindern genutzt werden kann.
Über dem Haupteingang steht in einer Außennische eine Figur des hl. Laurentius. Innen führt links und rechts des Haupteingangs eine Holztreppe auf die Empore, an deren östlicher Wand die Orgel steht. Vor dem Übergang zum zwei Stufen höher gelegenen Querschiff befindet sich auf der linken Seite in einer Nische eine Pietà, auf der rechten Seite in einer Ecke, die von einem Teil des Kirchturms gebildet wird, eine Figur des hl. Josef.
Am Übergang des Langhauses zum Querschiff steht zentral ein Taufbecken auf rotem Sandsteinsockel mit der Inschrift „FONS AQVAE SALIENTIS IN VITAM AETERNAM“ (Quelle des ins ewige Leben sprudelnden Wassers). Auf der Nord- und Südseite des Querschiffs lassen jeweils drei hohe Buntglasfenster viel Licht herein und erhellen so auch seine beiden Seitenaltäre (links ein Marienaltar, rechts ein Christusaltar), zwischen denen sich der Altarraum anschließt.
An den Wänden von Langhaus und Querschiff hängen 14 Kreuzwegstationen. „Die paarweise angeordneten Reliefs wurden 1970 in der Künstlerwerkstatt Heinzeller in Oberammergau aus Lindenholz gefertigt und farbig lasiert gestaltet.“ In die südliche Wand des Querschiffs sind zwei Beichtstühle eingelassen.
Am Übergang vom Querschiff zum Altarraum (mit Volksaltar und abschließendem Hochaltar) bildet das Mauerwerk einen Rundbogen, der mit einem Fresko des Glattbacher Kunstmalers Bergmann-Franken aus dem Jahr 1932 geschmückt ist. Es zeigt zu beiden Seiten im unteren Teil die 14 heiligen Nothelfer, links sechs und rechts acht.

Der Hochaltar ist von vier Marmorsäulen mit korinthischen Kapitellen und geschwungenem Architrav umstellt. Über dem Tabernakel liegt auf einem Buch ein Lamm als Symbol für den geopferten Christus. Das Buch ist mit den sieben biblischen Siegeln versehen.

## Nutzung
Die Kirche gehört zur Pfarreiengemeinschaft „Maria im Apostelgarten“. Zu ihr haben sich am 10. Oktober 2010 die Pfarrei Michelbach sowie die Kuratien Kälberau und Albstadt zusammengeschlossen. Alle drei Orte sind Alzenauer Stadtteile. Es finden regelmäßige Messfeiern und Gebetszeiten statt, die im Mitteilungsblatt der Pfarreiengemeinschaft veröffentlicht werden.
Das Patronatsfest wird nur zum Gedenktag des hl. Laurentius begangen.